# 밀레니엄 스타디움
밀레니엄 스타디움(영어: Millennium Stadium, 웨일스어: Stadiwm y Mileniwm)은 웨일스의 수도 카디프에 위치한 럭비 경기장으로 웨일스 럭비 유니온 국가대표팀의 홈구장으로 이용되고 있고, 과거에 웨일스 축구 국가대표팀도 이 경기장을 이용한 적이 있다. 스폰서의 이름을 따서 프린시팰리티 스타디움 (Principality Stadium)이라고도 한다. 이 경기장이 건설되었을 당시에는 74,500명의 수용 능력을 가진 영국 내에서 가장 큰 경기장이었지만, 현재는 올드 트래퍼드, 웸블리 스타디움, 트위크넘 스타디움에 이어 네 번째로 큰 경기장으로 남아 있다. 밀레니엄 스타디움은 웨일스 럭비협회가 운영하는 보조회사 '밀레니엄 스타디움 공공유한회사'에 의해 관리되고 있다. 밀레니엄 스타디움은 럭비 유니온의 식스 네이션스(잉글랜드, 아일랜드(북아일랜드와 아일랜드 공화국), 스코틀랜드, 웨일스, 프랑스, 이탈리아) 경기장 가운데 트위크넘 경기장, 스타드 드 프랑스, 크로크 파크에 이어 네 번째로 큰 경기장이다. 또한 이 경기장은 2016-2017 UEFA 챔피언스리그 결승전이 개최되기도 했다.

## 역사

### 배경
1969년까지 카디프 럭비 풋볼 클럽과 웨일스 럭비 유니온 국가대표팀은 그들의 홈경기를 같은 경기장에서 하였다. 그러나 1969-70시즌에 조수로 인한 변화가 일어났다. 그 결과로 웨일스 럭비협회과 카디프간의 합의 하에, 카디프 암스 파크는 원래의 크리켓 경기장으로 바꾸고, 클럽 럭비의 국제 경기를 위한 새로운 경기장 설립을 위한 국립경기장 프로젝트를 수립하였다.
1994년 국립경기장을 재개발하기 위한 재개발 위원회가 발족하였고, 1995년 웨일스 럭비협회는 1999년 럭비 월드컵을 유치하기로 결정했다.

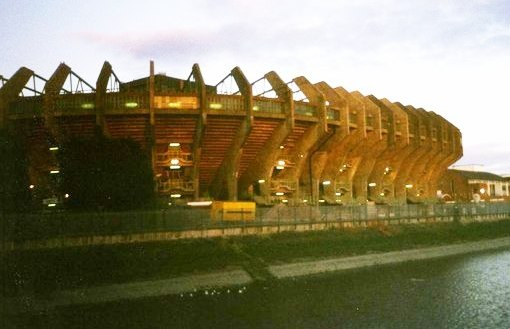
국립경기장

1999년에 카디프 암스 파크로 잘 알려진 국립경기장은 밀레니엄 스타디움으로 대체되었다. 그러나 카디프 럭비 클럽팀은 여전히 카디프 암스 파크에서 경기를 치렀다.
카디프 암스 파크의 국립경기장은 82,000명 수용의 트위크넘 경기장(잉글랜드), 67,000명 수용의 머레이필드 경기장(스코틀랜드)와 1998년 FIFA 월드컵을 위해 지은 8만 명 수용의 스타드 드 프랑스(프랑스)의 건립의 표본이 되었다.
또 다른 문제는 국립경기장이 남쪽은 파크 가, 우드 가에 의해 가려져 있고, 동쪽은 웨스트게이트 가, 북쪽은 카디프 럭비 경기장에 의해 가려져 있다는 점이다. 서쪽의 타프 강 건너편에서만 완전한 시야가 확보된다. 또한 경기장에 입장하는 것 역시 무척 제한적인데, 메인 입구가 웨스트게이트 가 쪽으로 개방되어 있는데, 관중들과 차량들 모두 같은 도로를 이용하기 때문에 매우 좁다.
암스 파크 지역에 추가적인 공간을 남겨두기 위해 안전한 출입을 위한 방법을 찾아야만 했고, 늘어난 관중과 시설을 위한 공간을 확보해야 했다. 이는 남쪽과 동쪽의 인접 빌딩을 구입하고, 타프 강 서안에 새로운 강변길을 건설하여 해결하였다.
국립경기장의 수용인원은 53,000명인데 동쪽 테라스의 스탠딩 지역 11,000명을 포함한 숫자이다. 새로운 안전 규칙의 적용으로, 이 숫자는 47,500명으로 감소하였다. 이는 다용도로 사용가능한 개폐가능한 지붕을 보유하고, 럭비와 축구 경기를 위한 잔디 경기장이 있는, 새로운 구장의 건립을 결정하게 하는 계기가 되었다. 그 당시에 유럽에서 개폐가능한 지붕을 보유하고 있던 유일한 경기장은 50,000여 명을 수용하는 요한 크라위프 아레나(옛 이름 암스테르담 아레나)였다.
새로운 경기장은 3층 규모로 만들어야 한다는 추가 사항이 있었다. 또다른 추가 사항은 새로운 지역에 건설하는 것인데, 이는 많은 차량 시설을 단기간 내에 갖추는 것은 지역 교통 인프라에 큰 부담이었고, 교통의 혼잡과 오염을 만들기 때문에 허용되지 않았다.
위원회는 결국 새 경기장은 같은 지역에 건설하기로 하였고, 관중수용능력의 증가를 고려하였다. 이것은 또한 동서로 위치한 경기장을 남북으로 바꾸는 것과 관련되어 있었다. 이것은 추가사항으로서 밀레니엄 위원회에서 지원하였다. 이번은 카디프 암스 파크 지역의 네 번째 재개발에 해당했다.

### 건설

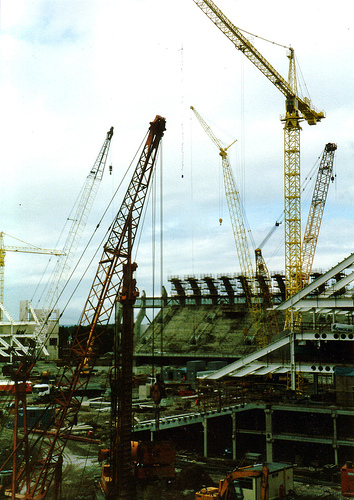
1998년의 밀레니엄 스타디움 건설 모습

경기장의 건설은 먼저 주변의 건물들을 헐어야 하는 것이 최우선이었다. 내셔널 경기장을 포함하여, 우드 가의 웨일스 엠파이어 풀, 파크 가의 카디프 엠파이어 텔레폰 익스체인지 빌딩을 포함하여 여러 개의 빌딩 철거가 이루어졌다.
경기장은 1999년에 존 레잉 공동 유한 회사에 의해 국립경기장이 있던 자리에 지어졌다. 웨일스가 개최를 맡게 된 1999년 럭비 월드컵을 대비해 건설되었다. 개막 경기부터 41 경기 가운데 결승전을 포함하여 일곱 경기가 펼쳐졌다.
건설 비용은 1억 2천 6백만 파운드가 들었는데, 웨일스 럭비협회에서 지불하였다. 이 가격은 예술의 표본이라는 경기장에게는 매우 낮은 가격으로 여겨진다. 자금은 개인의 투자와, 4천 6백만 파운드는 복권을 통한 공공 펀드에서 얻고, 서포터들에게 판매한 회사채와 대출을 통해 확보하였다. 이 개발은 웨일스 럭비협회에게는 막대한 채무를 남겨 주었다.
밀레니엄 스타디움은 1999년 6월 26일에 메이저 대회에 처음으로 이용되었는데, 웨일스 럭비 국가대표팀과 남아프리카 공화국 럭비 국가대표팀간의 친선경기로 경기장 시험을 위한 경기였으며, 29,000명의 관중이 들어왔다. 경기는 29-19로 웨일스의 승리였는데, 이는 최초로 남아프리카팀을 이긴 경기였다.

## 특징

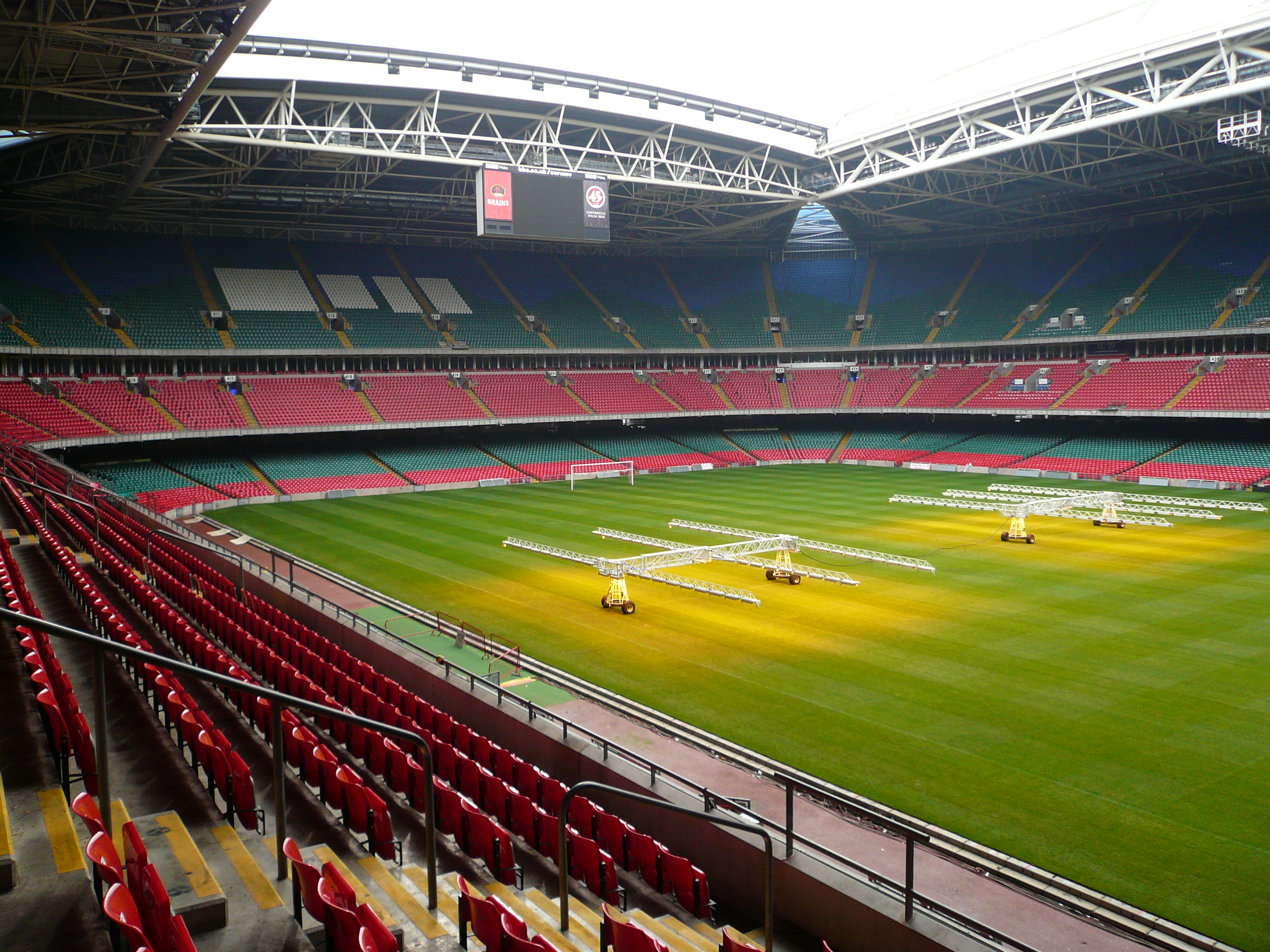
남쪽 관중석

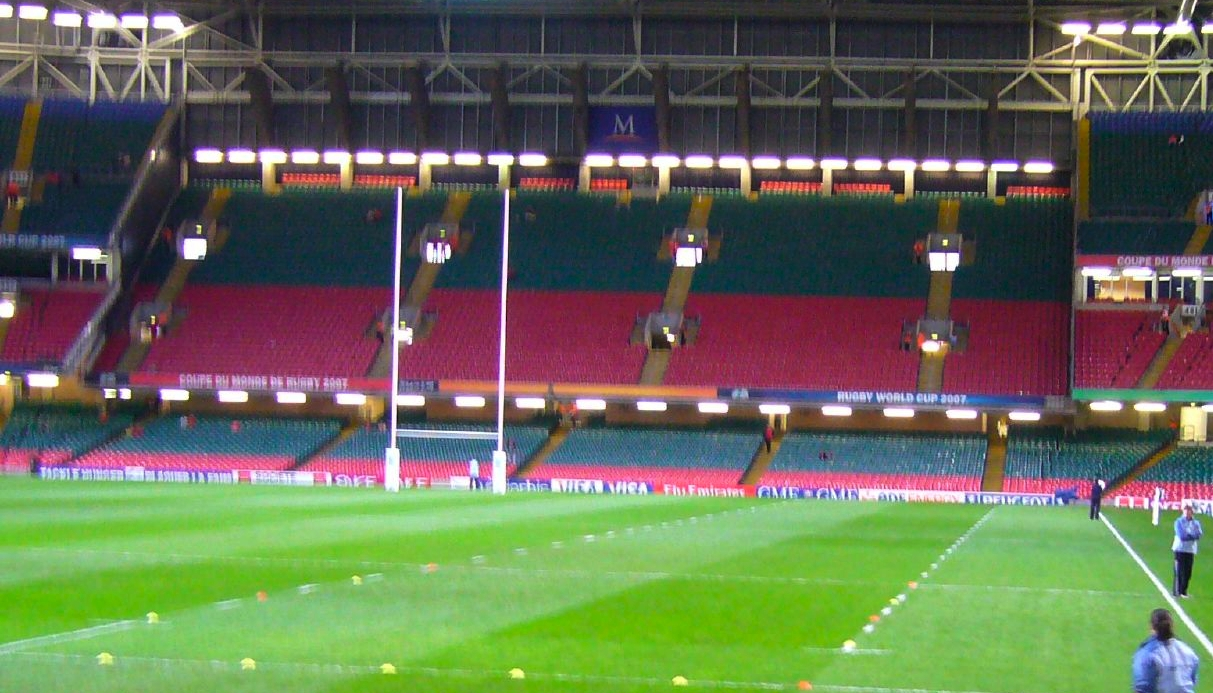
북쪽 관중석

수용인원 74,500명에 달하는 전좌석 경기장으로 개폐 가능한 지붕을 갖고 있다. (개폐형 지붕을 가진 경기장은 유럽을 통틀어 두 번째이고, 전 세계에서 두 번째로 큰 경기장이다.) 이는 여러 요소로부터 표면을 보호하는 기능을 하게 된다. 뉴질랜드 럭비팀과의 경기나 FA컵 결승전과 같은 특별한 경기시엔 좌석이 추가로 설치되기도 한다.
현재 경기장 최다 관중 기록은 75,100명으로, 2008년 2월 9일에 있었던 2008년 식스 네이션스 경기였다. 이 경기에서 웨일스 럭비팀은 스코틀랜드를 30-15라는 큰 점수차로 이겼다.
천연 잔디의 관리는 그린테크 ITM이 설치한 모듈 시스템에 의해 이루어진다. 이 시스템은 관개와 배수에 특징을 가지고 있다. 그라운드는 7,400개의 파레트로 되어 있는데, 콘서트나 전시회 등과 같은 때에는 옮길 수 있다.
경기장의 상부구조는 90.3 미터의 기둥을 기초로 하고 있다. 경기장은 56,000 톤의 콘크리트와 강철로 지어졌으며, 125개의 응접실, 22개의 바, 7개의 식당, 17개의 응급처치실, 12개의 에스컬레이터와 7개의 리프트를 가지고 있다.

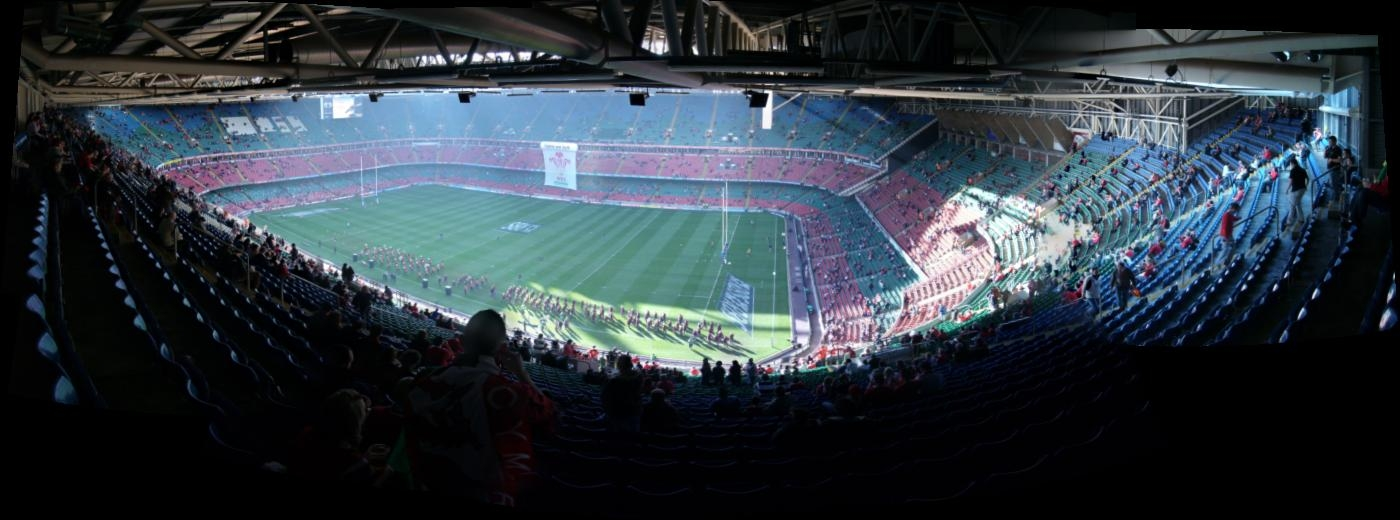
밀레니엄 스타디움

## 용도

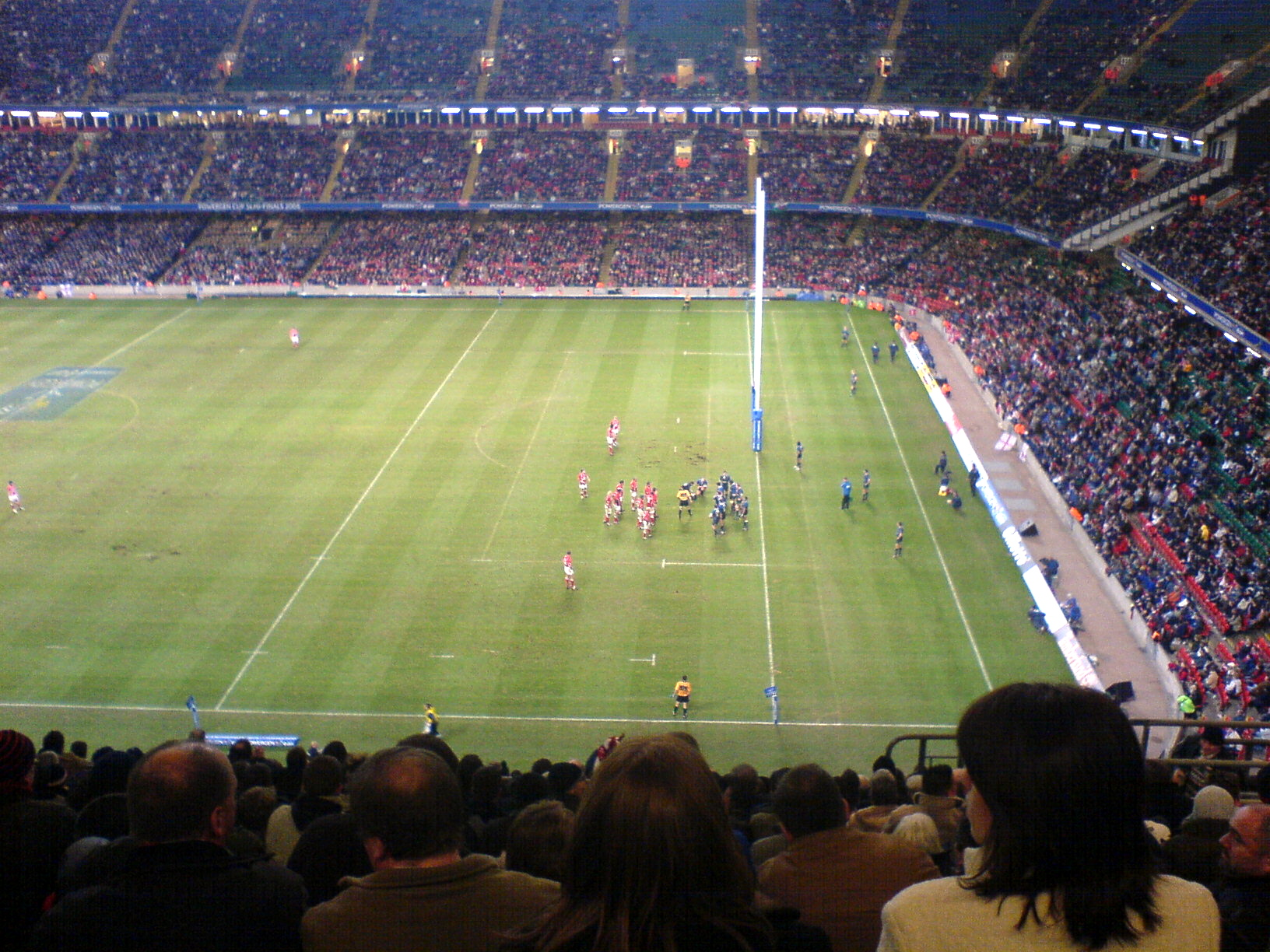
래넬리 스칼레츠와 배스 럭비간의 경기

밀레니엄 스타디움은 다양한 종류의 스포츠 경기를 주최했는데, 국제 럭비 유니온 대회를 비롯하여, 축구, 럭비 리그, 모터사이클 스피드웨이, 실내 크리켓, 복싱같은 경기를 개최하고 있다.

### 럭비 유니온
밀레니엄 스타디움은 웨일스 럭비 국가대표팀의 홈구장으로 모든 럭비 유니온 홈경기를 이곳에서 펼치고 있다. 럭비 국가대표팀과는 별개로 셀틱 리그의 경기가 열리기도 한다. 웨일스의 럭비 유니온 팀인 카디프 블루스 역시 빅 매치시에는 이곳을 이용하기도 한다.

### 럭비 리그
밀레니엄 스타디움은 영국의 스포츠 행사 가운데 가장 큰 행사 중의 하나인 럭비 리그 챌린지컵 결승전이 개최된다.

### 축구

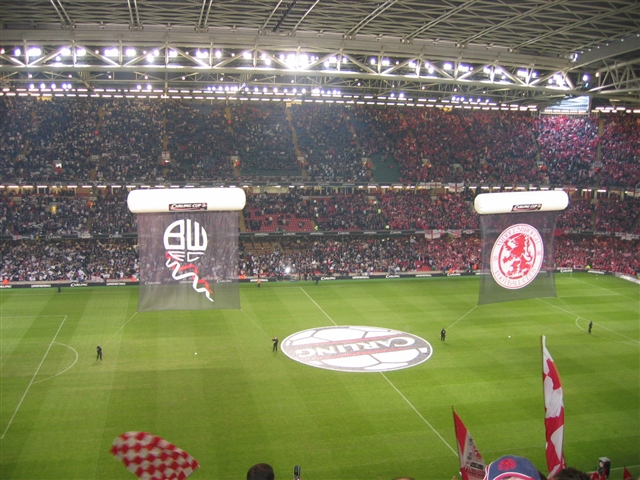
2004. 2.29.의 리그컵 결승 미들즈브러 대 볼턴 원더러스

2000년부터 밀레니엄 스타디움은 웨일스 축구의 불변의 홈구장이 되었다. 웨일스 축구 국가대표팀은 많은 홈경기를 밀레니엄 스타디움에서 벌이고 1년에 한 번 또는 두 번 정도를 렉섬에서 펼친다. 밀레니엄 스타디움에서의 첫 번째 축구 경기는 2000년의 핀란드와의 경기로 66,000명의 관중기록을 세웠다.
2012년 하계 올림픽 축구 경기 중 8경기가 이 경기장에서 펼쳐졌으며, 대한민국 팀이 영국을 상대로 승부차기 끝에 준결승에 진출하였고, 동메달결정전에서 일본을 2-0으로 승리를 거두며, 사상 최초로 동메달을 획득하였다.

#### 웸블리의 건설
밀레니엄 스타디움이 건설되는 동안 웸블리 스타디움이 웨일스 럭비팀의 홈구장 역할을 해왔다. 웨일스 럭비 협회는 이러한 호의를 2001년에 잉글랜드팀의 홈 경기장인 웸블리 스타디움이 건설되는 동안, 밀레니엄 스타디움에서 여러 경기를 개최하는 것으로 보답했다.
- FA컵 결승전
- 풋볼 리그 컵 결승전
- 풋볼 리그 트로피 결승전
- 풋볼 리그 플레이오프 결승전
- FA 커뮤니티 실드
- 럭비 리그 챌린지 컵

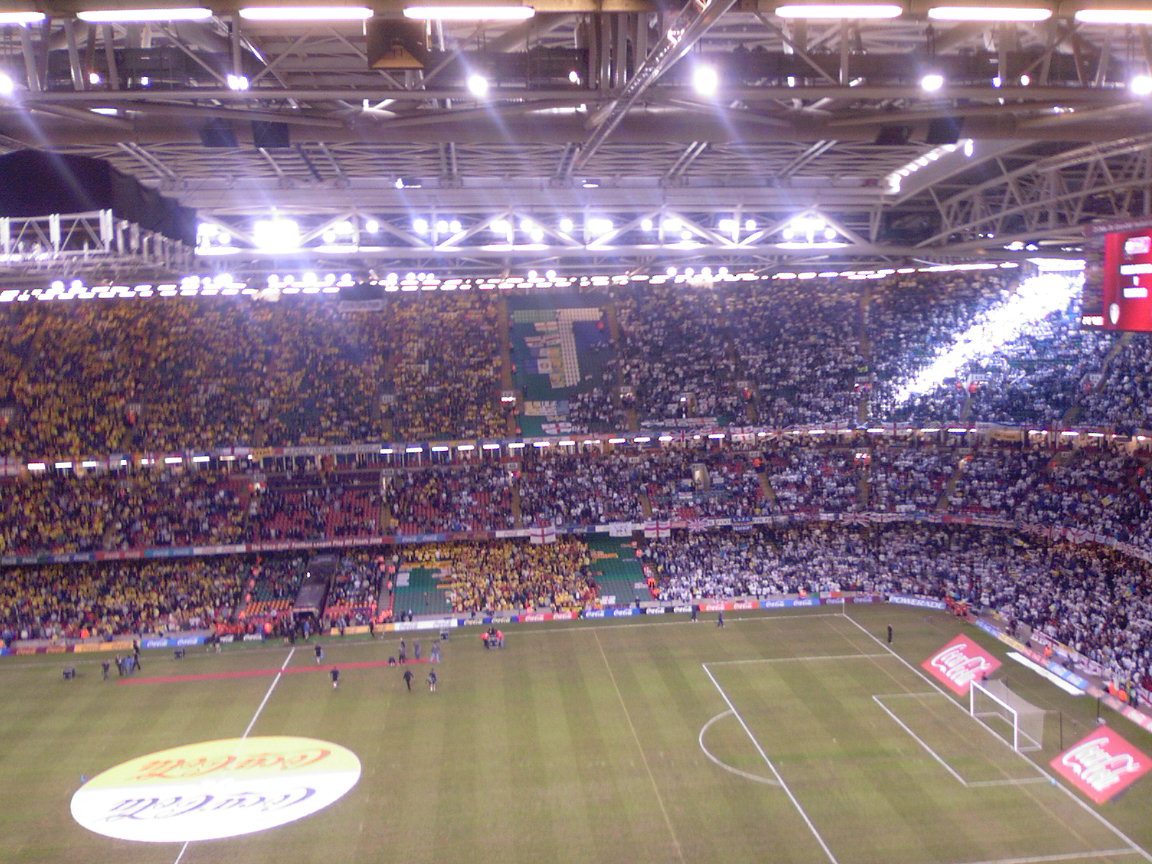
2006 챔피언십 플레이오프 결승 (리즈 Utd. 대 왓퍼드)

밀레니엄 스타디움은 확실한 "원정팀의 불운"으로 악명높다. 처음의 일곱 번의 결승전에서 홈 드레싱룸을 사용하고, 북쪽 스탠드에 팬들이 위치한 팀들이 모두 이겼다. 스토크 시티가 브렌트퍼드를 2-0으로 꺾으면서 "불운"을 끝냈다.
리버풀은 2001년의 FA컵 결승전에서 아스널을 2-1로 누르고 밀레니엄 스타디움에서 FA컵을 우승한 첫 번째 팀이 되었다. 적당하게도, 리버풀은 2006년의 FA컵 결승전인 웨스트햄 유나이티드와의 경기에서 3-3으로 비긴 후에 연장전을 거쳐 승부차기에서 3-1로 이기면서, "현대의 최고의 컵 대회 결승"으로 발표되기도 하였다.
마지막 국내 컵대회는 2007년 4월 1일에 펼쳐진 풋볼 리그 트로피 결승전으로 동커스터 로버스가 브리스톨 로버스를 연장전에서 3-2로 누르고 이긴 경기이다.

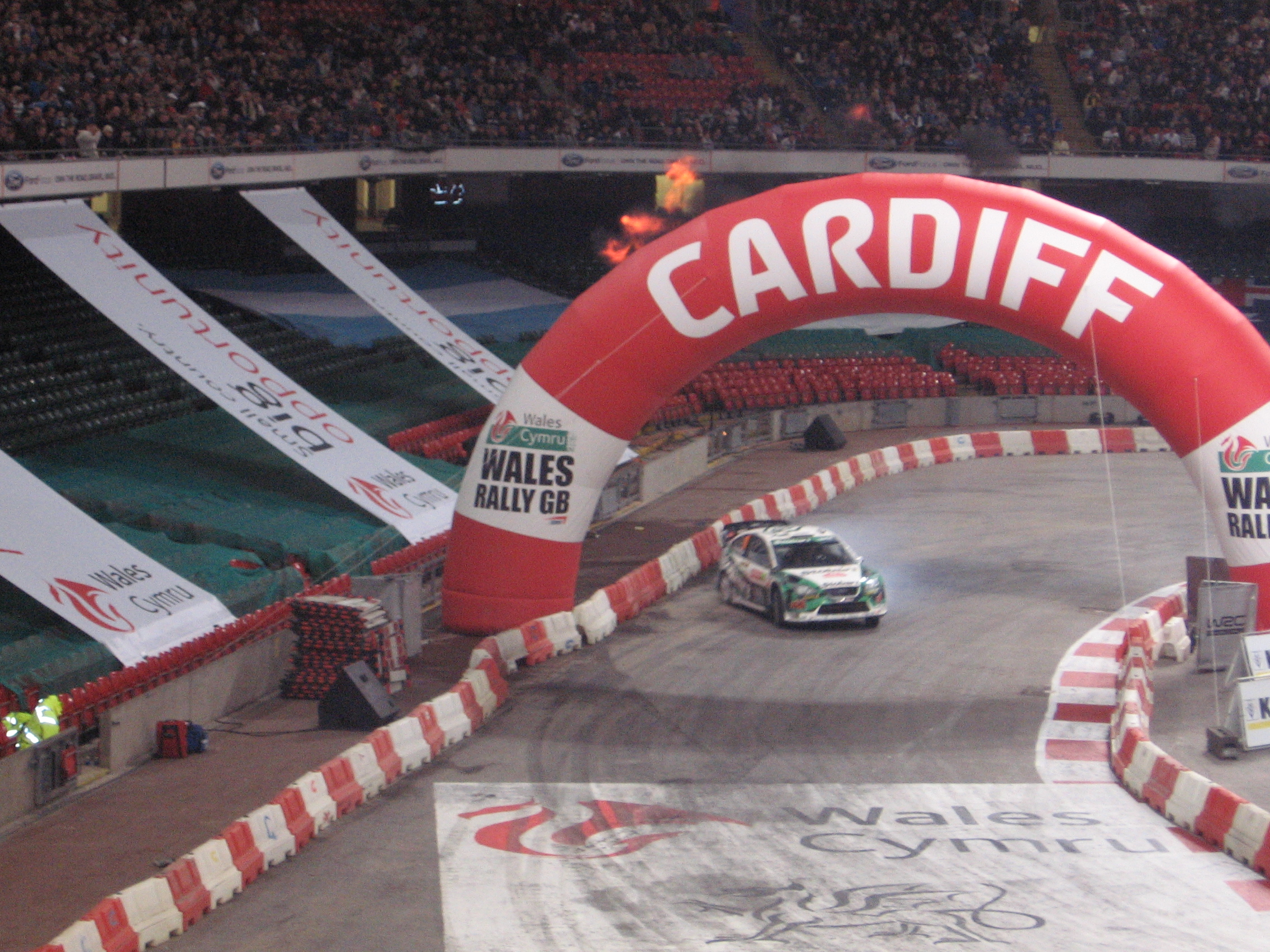
2006 영국 랠리

### 모터스포츠
2001년부터는 매년 개최되는 스피드웨이 그랑프리 런던 대회의 개최지가 되었다. 2007년에는 41,000명이 관람하여 영국 스피드웨이 기록을 만들기도 했다. 2005년 9월에 밀레니엄 스타디움은 최초의 실내 경기인 월드 랠리 챔피언십을 영국 랠리 기간 중에 개최하였다. 아래층의 관중석이 제거되고, 8개의 코스를 만들었다. 게다가 영국 랠리와 모터크로스 경기를 개최하였다.

### 영화
또한 경기장은 영화 및 텔레비전 프로그램 제작 장소가 되었다. BBC의 공상과학 텔레비전 시리즈인 닥터 후의 2005년 시즌 에피소드 가운데 "달렉"은 이 경기장에서 촬영하였다. 경기장의 지하를 이용하여 2012년의 미국 유타의 지하를 표현하였다. 촬영은 2004년 10월부터 11월까지 진행되었다. 경기장 지하는 닥터 후의 2005년 크리스마스 특집인 "크리스마스 침공"에서 다시 한번 사용되었다. 이 에피소드는 2005년 12월 25일에 방영되었다.
영화 28주 후의 웸블리 경기장 장면 역시 밀레니엄 스타디움에서 촬영한 것이다. 비록 바깥은 웸블리에서 촬영했지만, 내부는 모두 카디프에서 찍은 것이다. 특수효과팀이 겉모습을 웸블리처럼 보이게 만들었다.

### 기타

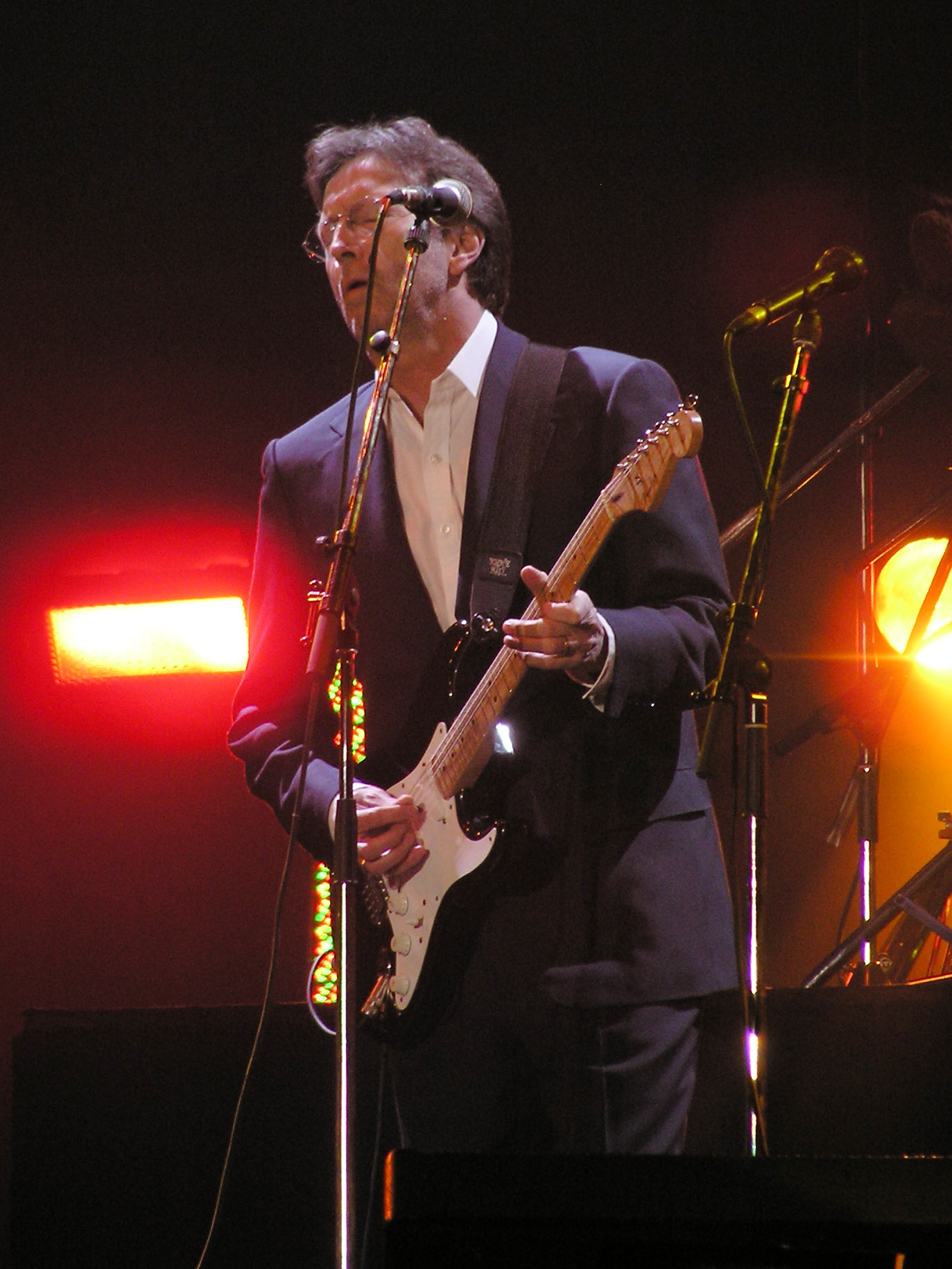
쓰나미 자선 콘서트에서의 에릭 클랩튼

티나 터너는 그녀의 성공적인 투웬티포 세븐티포 콘서트 기간중에 밀레니엄 스타디움에서 완전매진된 콘서트를 했었다.
2006년에는 최초의 복싱 경기가 펼쳐졌었고, 2007년에는 웨일스사람인 조 칼자게와 덴마크사람인 미켈 케슬러와의 경기도 있었다.
또한 경기장은 다양한 음악 행사의 장으로 이용되었다. 밀레니엄 전날밤에 펼쳐진 매닉 스트리트 프리처스의 콘서트, 그리고 다음날에 열린 BBC의 송 오브 프레이즈의 녹화에는 65,000명의 관중이 들어오기도 했다. 2005년 1월말에는 에릭 클랩튼이 이끄는 2004년 인도양 지진 해일 사태와 쓰나미에 대한 자선 콘서트가 펼쳐졌었다. 또한 밀레니엄 스타디움은 마돈나, 로비 윌리엄스, U2, 레드 핫 칠리 페퍼스, 롤링 스톤즈, 본 조비, 더 폴리스의 공연장소가 되기도 하였다.

## 기록

### 2002년 FIFA 월드컵 유럽 지역 예선
| 날짜            | 팀 1   | 스코어 | 팀 2       | 라운드 |
| --------------- | ------ | ------ | ---------- | ------ |
| 2000년 10월 7일 | 웨일스 | 1 - 1  | 노르웨이   | 5조    |
| 2001년 3월 28일 | 웨일스 | 1 - 1  | 우크라이나 | 5조    |
| 2001년 6월 2일  | 웨일스 | 1 - 2  | 폴란드     | 5조    |
| 2001년 9월 1일  | 웨일스 | 0 - 0  | 아르메니아 | 5조    |
| 2001년 10월 6일 | 웨일스 | 1 - 0  | 벨라루스   | 5조    |

### 2012년 하계 올림픽 축구 남자
| 날짜            | 팀 1     | 스코어      | 팀 2     | 라운드 |
| --------------- | -------- | ----------- | -------- | ------ |
| 2012년 7월 26일 | 브라질   | 3 - 2       | 이집트   | C조    |
| 2012년 8월 1일  | 영국     | 1 - 0       | 우루과이 | A조    |
| 2012년 8월 1일  | 멕시코   | 1 - 0       | 스위스   | B조    |
| 2012년 8월 4일  | 영국     | 1(4) - 1(5) | 대한민국 | 8강    |
| 2012년 8월 10일 | 대한민국 | 2 - 0       | 일본     | 3-4위  |

### 2012년 하계 올림픽 축구 여자
| 날짜            | 팀 1     | 스코어 | 팀 2             | 라운드 |
| --------------- | -------- | ------ | ---------------- | ------ |
| 2012년 7월 25일 | 영국     | 1 - 0  | 뉴질랜드         | E조    |
| 2012년 7월 25일 | 카메룬   | 0 - 5  | 브라질           | E조    |
| 2012년 7월 28일 | 뉴질랜드 | 0 - 1  | 브라질           | E조    |
| 2012년 7월 28일 | 영국     | 3 - 0  | 카메룬           | E조    |
| 2012년 7월 31일 | 일본     | 0 - 0  | 남아프리카공화국 | F조    |
| 2012년 8월 3일  | 브라질   | 0 - 2  | 일본             | 8강    |